# Medalha Max Born
A Medalha Max Born (em alemão:  Max Born-Medaille für Verantwortung in der Wissenschaft, abreviada como Max Born-Medaille e também Max-Born-Medaille) foi fundada em 1972 pela Gesellschaft für Verantwortung in der Wissenschaft. Destinada a personalidades de destaque em ciências.

## Recipientes
- 1972: Ernst Brüche
- 1974: Viktor Paschkis
- 1981: Bernhard Hassenstein
- 1982: Eduard Pestel
- 1986: Hans Sachsse
- 1990: Hans Mohr
- 1991: Hans-Joachim Elster
- 1993: Werner Luck
- 2004: Fritz-Joachim Schütte